# فرخنده گلوسیاه
فرخنده گلوسیاه (نام علمی: Saltatricula atricollis) یک گونه از پرندگان آوازخوان از تیرهٔ فرخندگان (Thraupidae) است.
در بولیوی، برزیل و پاراگوئه یافت می‌شود. زیستگاه طبیعی آن جنگل‌های خشک نیمه‌گرمسیری یا گرمسیری و ساوانای خشک است.